# Parkour

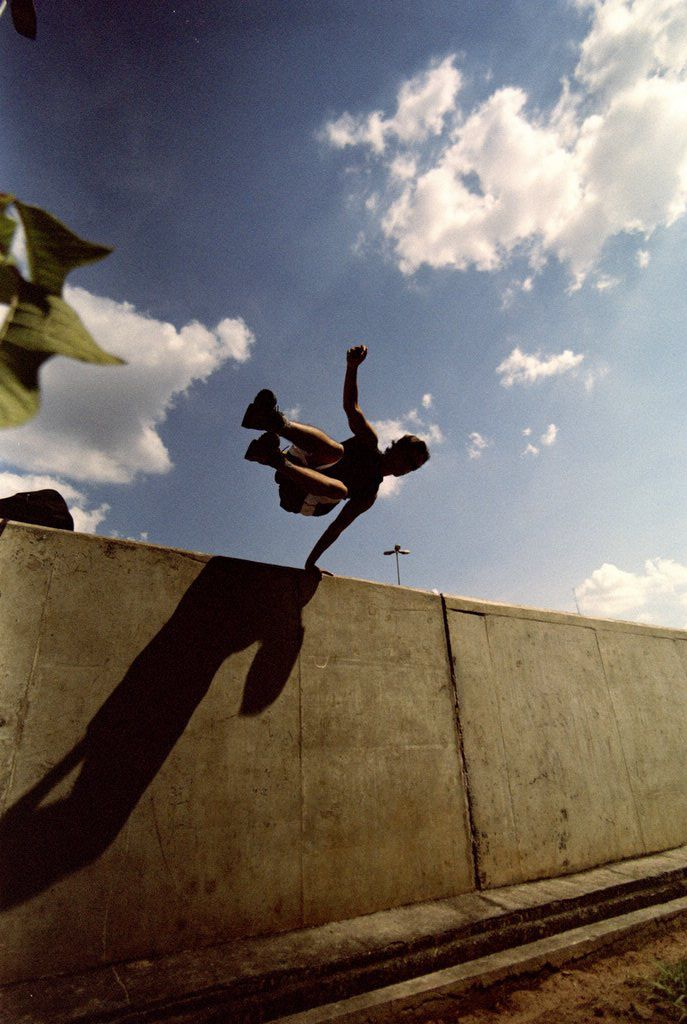
Egy egyszerű parkour-elem: a passement

A parkour (ejtsd: parkúr) olyan extrém sport, amelyben akadályokon keresztül jutunk el minél hatékonyabban (gyorsan, kevés energia befektetéssel) egyik helyről a másikra. Ezen alapvetéshez látványelemeket (pl. hátraszaltó) hozzáadva kapjuk a freerunning-ot.

## Története
A parkour kialakulásának időszakát nagyon nehéz meghatározni, egyáltalán két időpont közé szorítani. Nem is lehet, hiszen alapjában véve mióta felegyenesedett az ember és két lábon jár, szüksége van futásra, bizonyos, a parkourban is felfedezhető mozgáskultúrai elemekre. Például vadászat közben a napi betevőért folytatott harc során szó szerint árkon-bokron üldöznie kellett a prédát. Ezt az elvet vallotta a modern korban egy Georges Hébert nevű francia férfi, aki „feltalálta” a parkour „ősét” azzal, hogy egy „Natural Method” nevezetű mozgáskultúrát fejlesztett ki. Magyarra fordítva a név lényegében azt jelenti, hogy „Harmóniában lenni a természettel”, ami arra utal, hogy ahhoz, hogy valaki sikeresen űzze ezt a „sportágat”, nem csak látnia, felfognia kell a terepet, hanem némi kreativitással is rendelkeznie kell. A Natural Method összefoglalja a sportág alapjait. Georges Hébert az első világháború alatt volt katona, és egy Afrikában tett látogatás adta az ihletet neki. Az ott élő bennszülötteket nézve jött rá, hogy a parkour már akkor is létezett, mikor még szó sem volt szervezett társadalmakról, háborúkról, hanem csak a létfenntartás miatt kellett. Lényegében a tézisek szerint az embernek ismernie kell a saját határait, hajlékonynak, fürgének, kellően bátornak, józan ésszel gondolkodónak és kitartónak kell lennie, valamint jeleskednie kell futásban, úszásban, jónak kell lennie az egyensúlyérzékének, és mindemellett fontos a bizonyos szintű fizikai adottság és felkészültség. Ezeket az eszméket egy bizonyos David Belle fejlesztette tovább, akiről már középiskolás korában kiderült, hogy nagyon jól és kitartóan fut és mászik, valamint jeleskedik a harcművészetekben is. 17 évesen otthagyta az iskolát és 1997-ben Lisses-be vonult, ahol pár barátjával csapatba verődtek Yamakasi néven, ami egy afrikai törzsi nyelven kitartást jelent. Lényegben akkor alakult ki a parkour mai arca a legtöbb trükkel együtt. Egy francia filmet is forgattak Yamakasi címmel, ami mára már kultuszfilm a sportágat űzők körében. Akik azóta kapcsolódnak be a sportágba, azok legtöbben ebből a filmből tanulnak meg nagyon sok mindent. A „traceur” (ejtsd: traszőr) az, aki gyakorolja a parkourt. Feltehetőleg a francia „tracer” (ejtsd: traszé) igéből ered, ami sietést jelent. A parkour rövidítése a pk. A nemzetközi parkourszervezet a WFPF (World Freerunning & Parkour Federation).

## Gondolkodásmód és filozófia
A parkour lényege az, hogy A pontból B pontba minél gyorsabban és minél látványosabban jussunk el. Sem egészségügyi, sem gyorsasági szempontból nem mindegy az érkezés vagy egy akadályon való átugrás. Egy rossz lépés vagy ugrás kárt okozhat az ízületben, ami akár komoly sérüléshez is vezethet. Éppen emiatt alapjában véve a parkour nem tartalmaz akrobatikus trükköket és szaltókat, csak eszközt biztosít a gyors útmegtételhez. A parkourral gyakran összekevert free running hasonló sportág. Itt a „szimpla” futás, ugrálás, mászás mellett vannak szaltók és akrobatikus trükkök is, de lényegében a két sportág nagyon hasonló egymáshoz. Így nyer értelmet, hogy a WFPF miért az ami, és nem csak simán WPF. Mindemellett a parkour által biztosított ügyesség sok küzdősporttal is összefér, valamint a „hivatalos” talajtornával is, sőt még a B-boying(breakdancing)-gal is kapcsolatba hozható. Kicsit elvont volta miatt a parkourt nem csak sportágnak, hanem egyfajta életvitelnek is nevezhetjük, amiben megtalálható pár spirituális vonás is. Sokszor nem is mesterséges akadályokon haladnak át, hanem olyanokon is, amiket a természet alkotott. Andreas Kalteis ausztrál traceur megfogalmazása szerint: „Ahhoz, hogy megértsük mi is maga a parkour, sok időnek kell eltelnie gyakorlással. Mialatt a mozdulatok alapjainak száraz gyakorlásával foglalatoskodsz, nem fogsz semmit érezni, de mikor beérik a gyümölcs, és önállóan megtanulod a mozgáskultúrát, akkor kezded látni, mi is a parkour valójában. Ez kihat az életed más területeire is, sokkal energikusabbnak és boldogabbnak érzed magad a munkádban. Tehát aki magas szintre jutott, az a parkourra nem sportként, hanem életvitelként gondol.” Itt is megmutatkozik, hogy a külső szemlélő számára a parkour egy sokkal összetettebb dolog és fogalom valójában. Mivel a parkour önfegyelmet, logikus és kreatív gondolkodást kíván, kapcsolatba hozható a Távol-Keleten honos taoizmussal is.

## Mozgáskultúra
A parkourban nincsenek szigorúan meghatározott mozdulatok vagy kötött mozdulatsorok. Minden akadályon való átkelés egyedi és egyéntől függő. A parkour lényege, hogy a test izomzatát fejlesszük, valamint a megfelelő technikával minél hatékonyabban keljünk át egy-egy akadályon. Ezeken a gyorsító mozdulatokon kívül vannak az úgynevezett védőmozdulatok, például érkezésnél az ütődés tompítása érdekében guruló átfordulást végzünk, vagy nem megtorpanunk egy helyben, hanem földet érés után közvetlenül kifutunk belőle.

## Alapmozdulatok
Atterrissage (atterisszázs): Érkezés, ahol mozgási energiánk csökkentése végett hagyjuk a térdeinket berogyni guggoló állapotba.

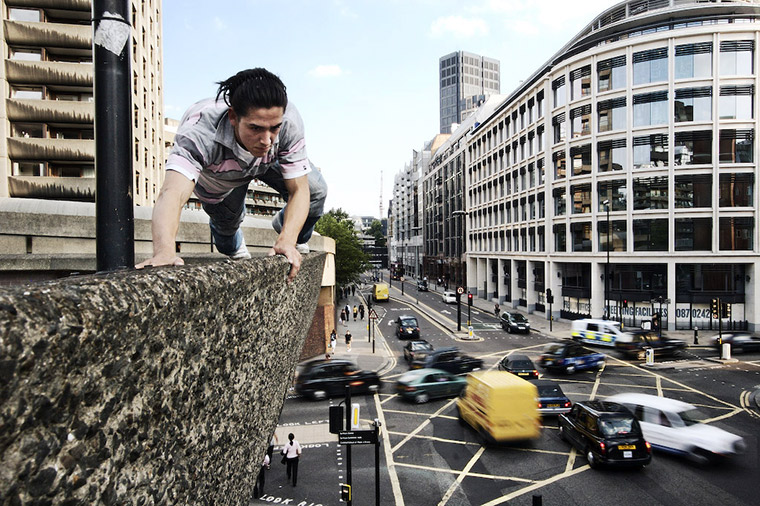
Egy „traceur” (Daniel Ilabaca) az „équilibre” egy változatában

Équilibre (ekvilibr): Egyensúlyozás, ahol karjainkat kinyújtva sétálunk/futunk végig az akadály gerincén.
Franchissement (fransiszman): Ugrás a két akadály közötti rés fölött.
Lâché (lasé): Lengés, ahol egyik tárgyról a másikra lendületből „átlendülünk”.
Passe muraille (pász mürej): Falfutás, ahol nekifutunk egy magas falnak és a falra föllépünk, a vízszintes mozgást függőlegessé alakítjuk.
Passement (pászman): „Átugrás”, ahol általában először a kezünket letéve átsegítjük a hátsó végtagjainkat is, majd továbbfutunk. Sok fajtája létezik.
Planche (plans): Felmászás/tolás, ahol lógó pozícióból a lábainkkal lendületet adva olyan pozícióba kerülünk, amiben a kezünkön támaszkodunk, lehetővé téve a felmászást.
Roulade (rulád): Gurulóátfordulás, ahol egy magas helyről leugorva a földet érésnél így tompítjuk az érkezési energiát.
Saut de Bras (szodöbrá): A kezünkön lógunk, ez tartja a felsőtestünket, a lábunkkal támasztjuk az akadályt, ezzel előkészítjük magunkat a feltolásra.
Saut de Chat (szodösá): Más néven Kong; az akadály felé futunk merőlegesen, majd a két kezünket letéve ellökjük a magunkat az akadálytól és átugorjuk azt.
Saut de Précision (szodö presziszion): Pontos érkezés, ahol egy tárgyról egy másik kis érkező felületű tárgyra ugrunk zárt lábbal.
Saut de mur (szodömür): Elrugaszkodás, ahol egy falfutást alkalmazva egy magasabb pontot érünk el. (Például a fal mellett egy fa ágát, amelyet csak a falról elrugaszkodva érünk el.)

## További tények
Nincsen semmilyen kötelező ruházat vagy alapfelszereltség, de ajánlatos egy jobb futócipő, egy mozgást nem akadályozó rövidnadrág, egy póló vagy ujjatlan trikó. Akiknek vékony a bőrük, azoknak a tenyérre egy cérna- vagy bicikliskesztyű, kezdőknek pedig esetleg könyök- és térdvédő. Bár David Belle szerint „mezítláb a legjobb cipő”, de tény, hogy betonra nem kellemes úgy érkezni.

## Fordítás
- Ez a szócikk részben vagy egészben  a   Parkour című angol Wikipédia-szócikk fordításán alapul.  Az eredeti cikk szerkesztőit annak laptörténete sorolja fel. Ez a jelzés csupán a megfogalmazás eredetét és a szerzői jogokat jelzi, nem szolgál a cikkben szereplő információk forrásmegjelöléseként.